# Ходда
Ходда (III век) — вероятно, жена правителя Осроены Абгара X Фрааата.
О Ходде известно из обнаруженной римской эпитафии, в которой речь идёт о её муже Абгаре Фраате, названном принцепсом. По мнению большинства исследователей, речь идёт об Абгаре X. По замечанию Дж. Хилла, поддержанному М. Г. Абрамзоном, так супруг Ходды назван потому, что он был только соправителем своего отца или его формальным преемником, но не реально правившим монархом.